# Zwölferköpfl (Kocheler Berge)
Das Zwölferköpfl ist ein 1437 m ü. NHN hoher Berg in den Bayerischen Voralpen im Isarwinkel. Der Berg, der auch als Wilfetsberg bezeichnet wird, befindet sich in der oberbayerischen Gemeinde Jachenau (Landkreis Bad Tölz-Wolfratshausen).
Zwischen der Jachenau im Norden und der Isar im Süden befinden sich im Isarwinkel die Isar- und Ochsensitzerberge, eine Berggruppe mit zahlreichen Gipfeln.
Das Zwölferköpfl ist dabei nach dem Staffel der zweithöchste Gipfel in dieser Berggruppe.
Wenig westlich befindet sich noch der Rautbergkopf und nordwestlich vorgelagert das Sagrinnenköpfl.
Der höchste Punkt ist nur weglos erreichbar.